# Gräfenhainichen
Gräfenhainichenⓘ − miasto w Niemczech, w kraju związkowym Saksonia-Anhalt w powiecie Wittenberga.

## Geografia
Miasto położone jest ok. 25 km na południowy zachód od Wittenbergi.
W mieście krzyżują się dwie drogi krajowe: B100 i B107.

## Historia

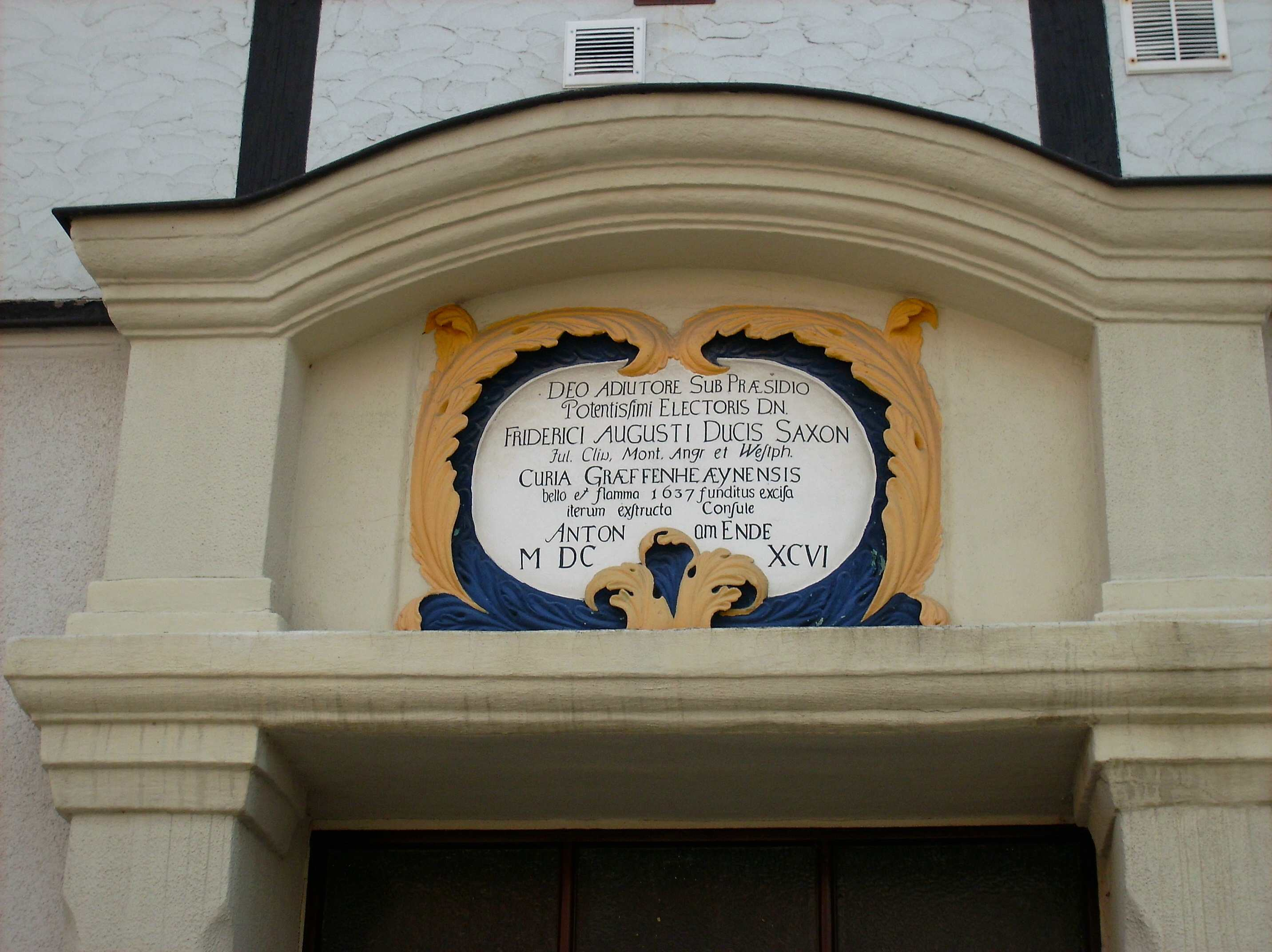
Inskrypcja z 1696 upamiętniająca Augusta II Mocnego

Najstarsza wzmianka o miejscowości pochodzi z 1254 roku. W 1454 potwierdzono prawa miejskie Gräfenhainichen. W trakcie wojny trzydziestoletniej w 1637 miasto zostało zniszczone przez Szwedów. W latach 1695–1699 wzniesiono barokowy ratusz. W latach 1697–1706 i 1709–1763 leżało w granicach unijnego państwa polsko-saskiego. Od 1806 w granicach Królestwa Saksonii, związanego w latach 1807–1815 unią z Księstwem Warszawskim. Na mocy postanowień kongresu wiedeńskiego z 1815 miasto przeszło pod panowanie Prus. Od 1871 w granicach Niemiec. W latach 1949–1990 część NRD.
1 stycznia 2007 do miasta przyłączono gminę Jüdenberg. Do 31 grudnia 2010 należało do wspólnoty administracyjnej Tor zur Dübener Heide. 1 stycznia 2011 w granicach miasta znalazły się Möhlau, Schköna, Tornau i Zschornewitz.

## Zabytki
- Słup dystansowy z 1728 roku, ozdobiony herbami Polski i Saksonii, królewskim monogramem Augusta II Mocnego (AR - Augustus Rex - Król August) i polską koroną królewską, odnowiony w 1971/72
- Kamień półmilowy z 1723 w dzielnicy Tornau, ozdobiony królewskim monogramem Augusta II
- Ratusz z lat 1695–1699, ozdobiony łacińską inskrypcją z 1696, upamiętniającą księcia Fryderyka Augusta przed jego koronacją na króla Polski Augusta II
- Kościół Mariacki
- Kościół katolicki
- Dworzec kolejowy z 1859
- Wieża ciśnień z 1927
- Zamek Schköna
- Kościół w Möhlau (późnoromański)

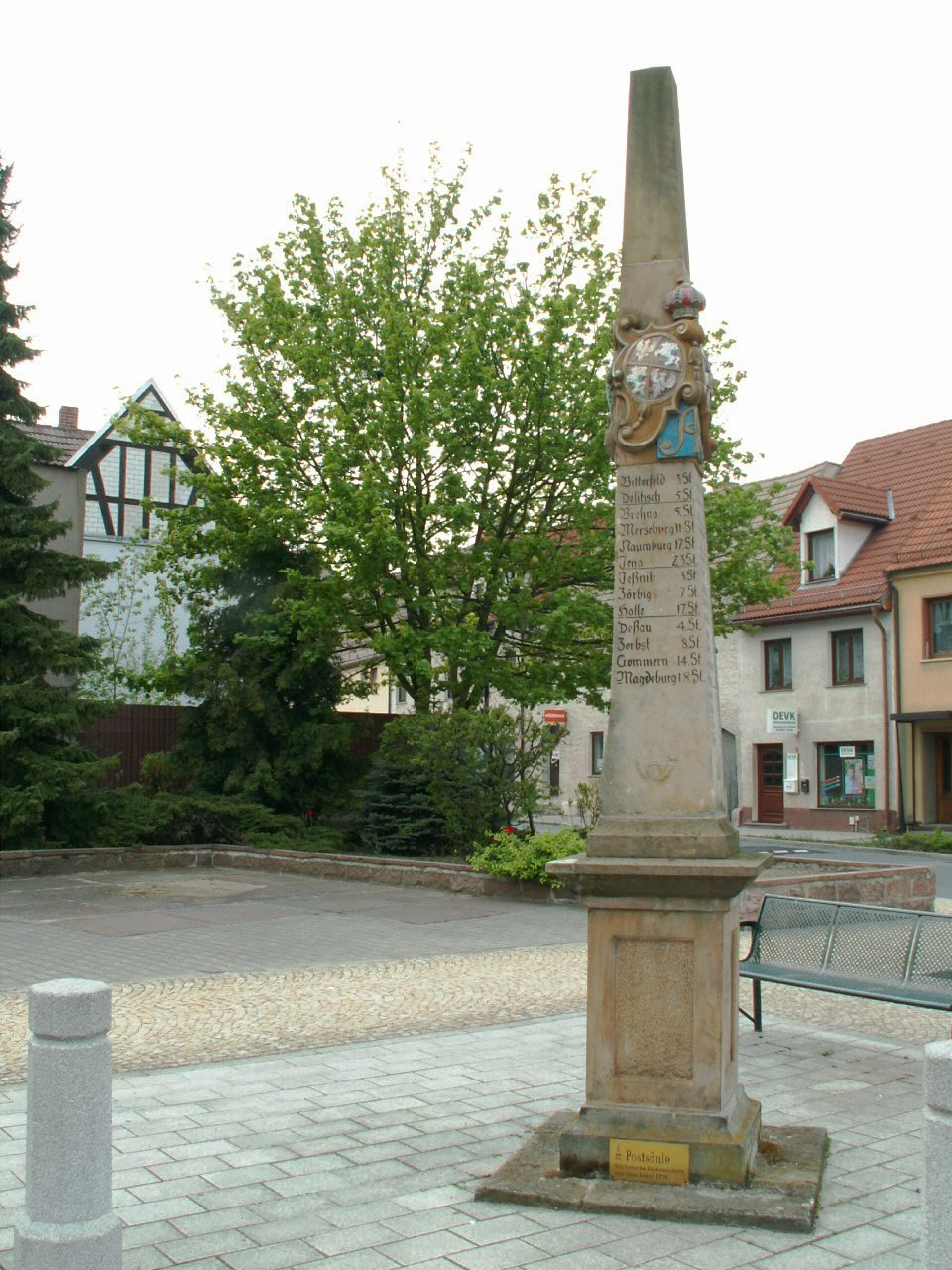
Słup dystansowy
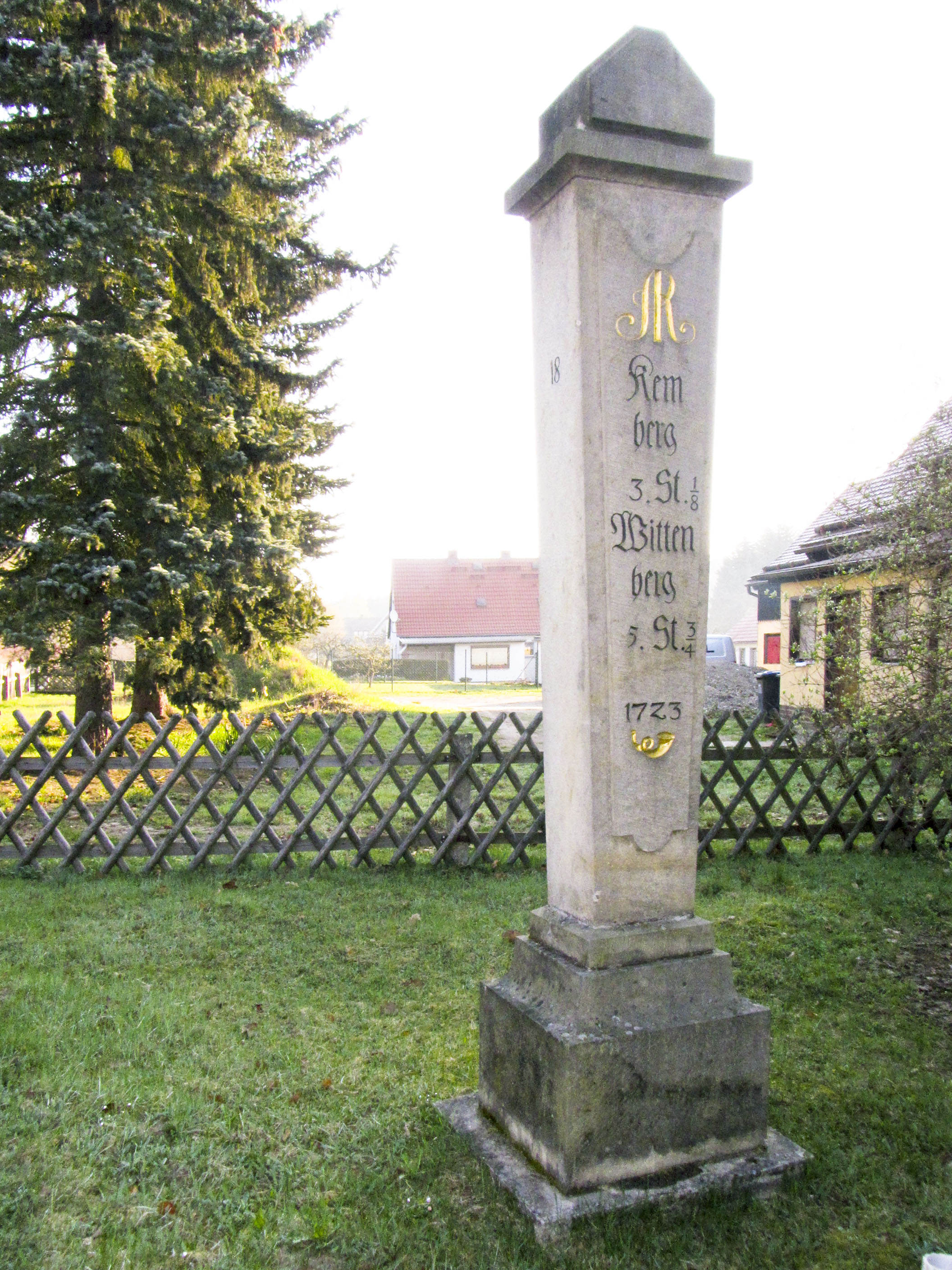
Kamień półmilowy
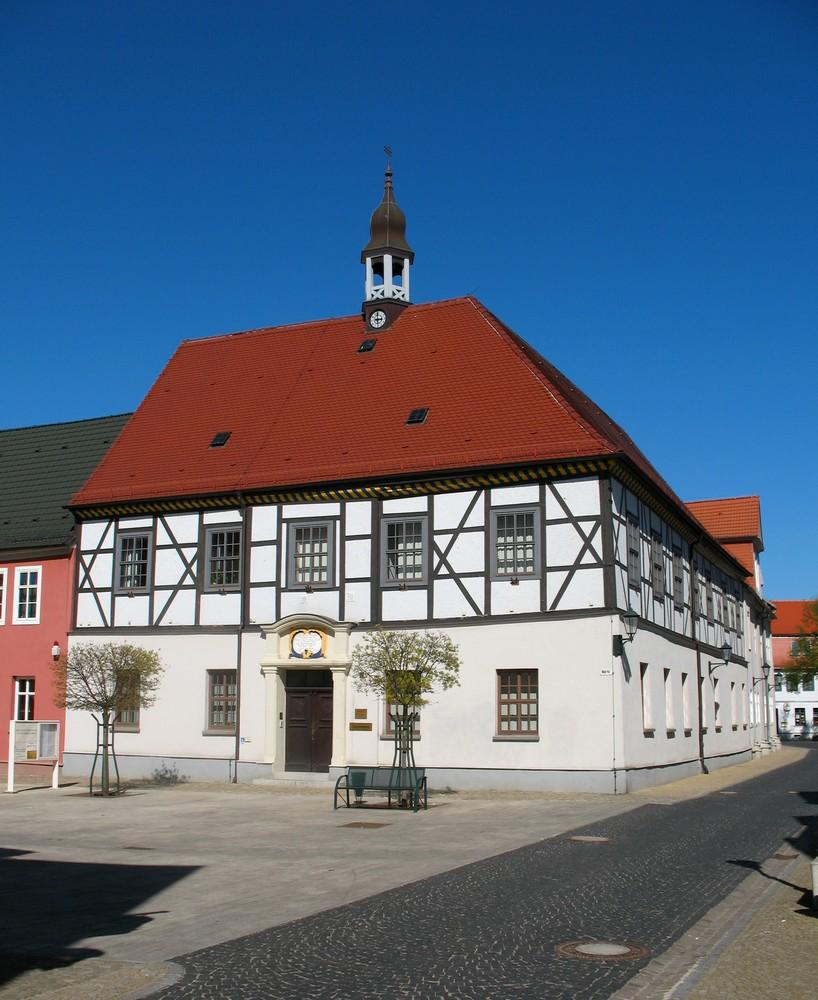
Ratusz
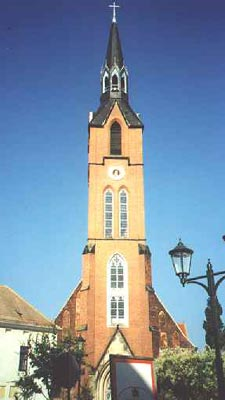
Kościół Mariacki
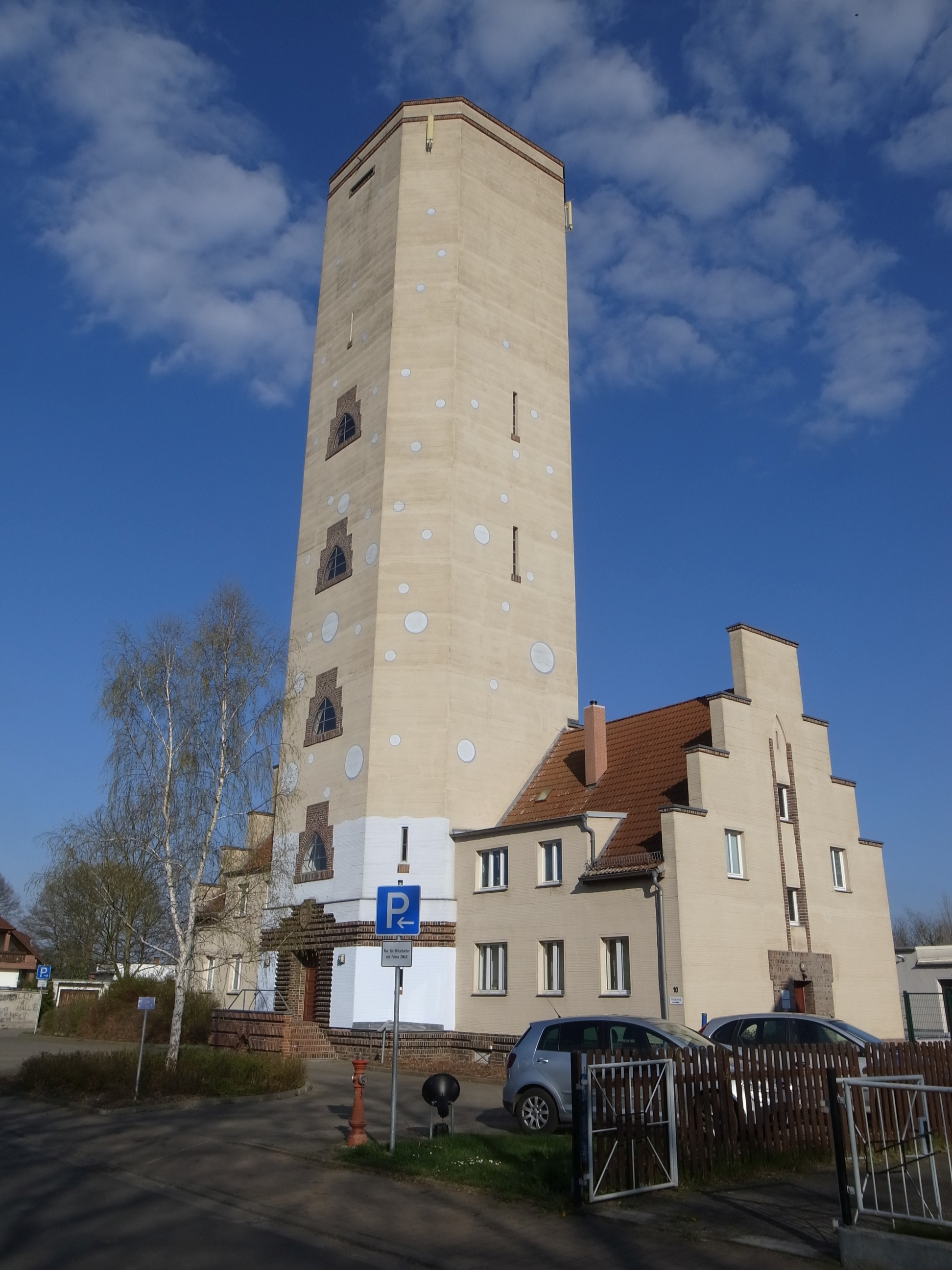
Wieża ciśnień

## Osoby

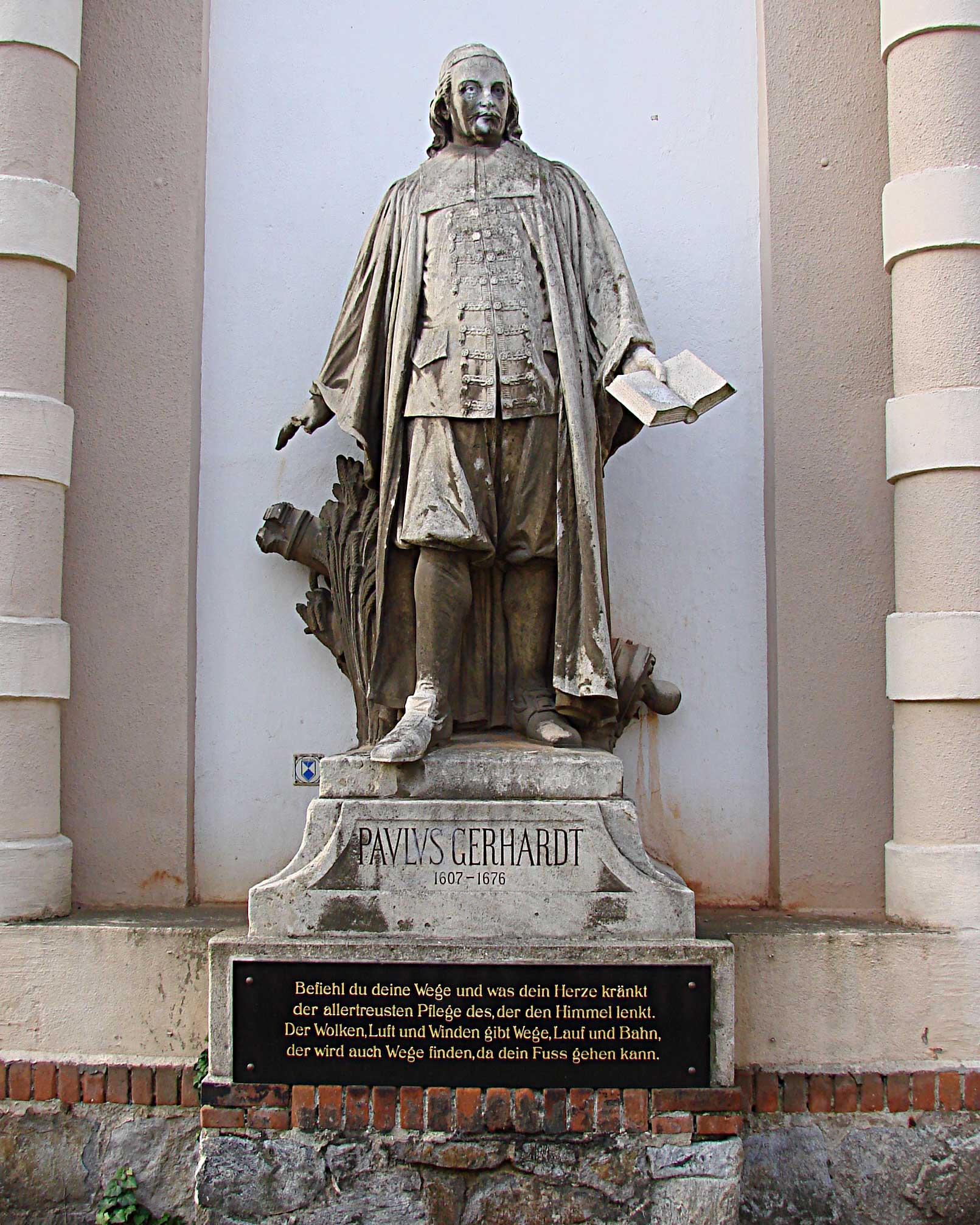
Pomnik Paula Gerhardta - proj. Friedrich Pfannschmidt

### urodzone w Gräfenhainichen
- Paul Gerhardt – niemiecki teolog
- Hugo Winckler – niemiecki archeolog i historyk

### związane z miastem
- Johann Gottfried Galle – niemiecki astronom

## Współpraca
Miejscowość partnerskie:
- Élancourt, Francja
- Laubach, Hesja
- Zoersel, Belgia